# Gibtelecom
Gibtelecom es una empresa propiedad del Gobierno de Gibraltar que provee servicios de telecomunicaciones. Fue creada en el año 2001 tras la fusión de Gibtel y GNC.Su sede se encuentra en la plaza de John Mackintosh.
El actual presidente de la compañía es Fabian Picardo, que permanece en el cargo desde 2011.

## Historia
Los primeros teléfonos fueron introducidos a Gibraltar en 1886 por una empresa privada que más tarde fue controlada por las autoridades coloniales. Desde 1926, el servicio telefónico fue operado por el Ayuntamiento de Gibraltar. Tras la aprobación de la Constitución de 1969 y la disolución del Ayuntamiento, el servicio telefónico pasó a ser administrado po el recién formado Gobierno de Gibraltar. 
Hasta 1990, todos los servicios telefónicos fueron operados por el Departamento Telefónico del Gobierno de Gibraltar. Los circuitos internacionales fueron proporcionados por Cable & Wireless hasta que la empresa dejó Gibraltar en 1987.
El 1 de enero de 1988, British Telecom y el Gobierno de Gibraltar formaron una empresa conjunta llamada Gibraltar Telecomunicaciones —más conocida como Gibtel— para brindar operaciones internacionales de servicios de telefonía fija. Posteriormente Gibtel consiguió una licencia para ofrecer telefonía móvil con la introducción de una red GSM900. 
En 1990, el Gobierno decidió privatizar el Departamento de telefonía, por lo que conformó, junto a la compañía norteamericana Verizon, la Gibraltar Nynex Communications (GNC) la cual se convirtió en la responsable de la telefonía fija dentro del territorio. 
La compañía surgió en el 2001 tras la fusión de Gibraltar Nynex Comunications, de Verizon, y Gibtel, de British Telecom. En abril de 2007 Telecom Slovenije, una empresa estatal de Eslovenia, compró las acciones de Verizon —50%—.  Posteriormente en noviembre de 2014 el Gobierno de Gibraltar compró las acciones de Telecom Slovenije, y pasó a ser el único propietario de la empresa.

## Administración

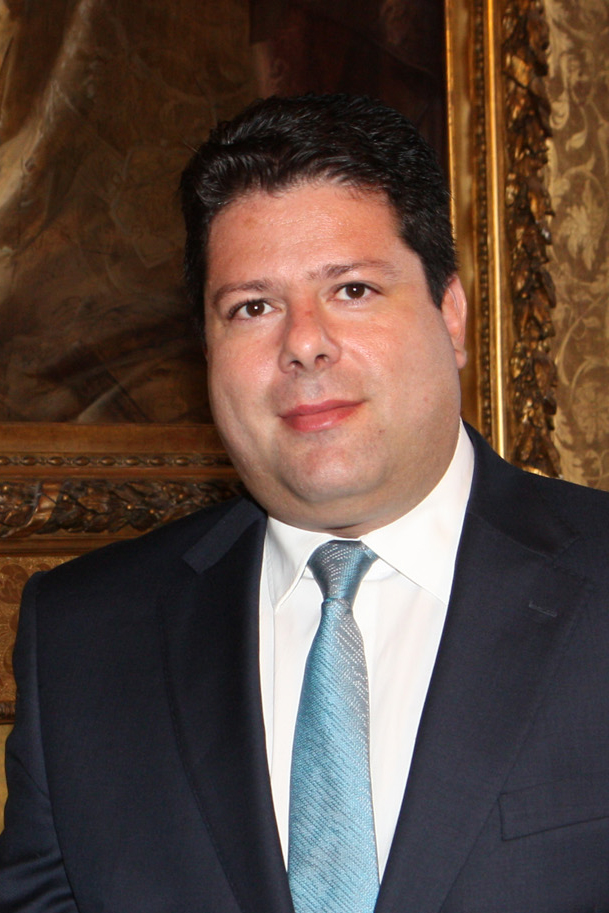
Fabian Picardo Presidente de Gibtelecom desde 2011

La Junta Corriente se compone de un presidente y cuatro directores ejecutivos, todos ellos nombrados por el Gobierno de Gibraltar.En la actualidad está compuesta por: Fabian Picardo —presidente—, Tom Bristow —director ejecutivo desde 2001—, Joe Bossano, Dilip Dayaram Tirathdas y Albert Mena.
Además existe el Consejo Ejecutivo que se compone de un director ejecutivo y cuatro directores de operaciones. En la actualidad está integrado por: Tom Bristow  —director ejecutivo—, Adrian Moreno —jefe de operaciones—, Jansen Reyes —director de tecnología—, Peter Borge —director de operaciones— y Rab Paramothayan —director de negocios—. El Consejo Ejecutivo se apoya en dos directores asociados, que en la actualidad son: Adrian Ochello —Jefe de marketing y desarrollo de negocios— y George Gaskin —Jefe de sistemas de información—.

## Servicios
Gibtelecom ofrece los servicios de telefonía fija, móvil e internet.
- Telefonía Fija: La compañía cuenta con aproximadamente noventa líneas por cada cien habitantes

- Telefonía móvil: Ofrece los servicios postpago, prepago y de datos. Las redes GSM 2G, 3G, 4G tienen cobertura en todo el territorio.

- Internet: Ofrece conectividad a Internet, que va desde acceso telefónico y de ADSL a usuarios hasta el acceso a los enlaces de Internet por parte de otras compañías suministradoras.

## Patrocinios
Gibtelecom patrocina el Festival internacional de ajedrez de Gibraltar, que se celebra desde el 2003. En 2016 la empresa firmó un contrato de cuatro años con la Asociación de Fútbol de Gibraltar para patrocinar la Rock Cup.